# Hale Gudibanda, Gudibanda
Hale Gudibanda là một làng thuộc tehsil Gudibanda, huyện Kolar, bang Karnataka, Ấn Độ.